# Drymoluber
Drymoluber – rodzaj węży z podrodziny Colubrinae w rodzinie połozowatych (Colubridae).

## Zasięg występowania
Rodzaj obejmuje gatunki występujące w Peru, Ekwadorze, Kolumbii, Gujanie, Surinamie, Gujanie Francuskiej, Brazylii, Boliwii i Paragwaju. 

## Systematyka

### Etymologia
Drymoluber: zbitka wyrazowa nazw rodzajów: Drymobius Fitzinger, 1843 oraz Coluber Linnaeus, 1758.

### Podział systematyczny
Do rodzaju należą następujące gatunki: 
- Drymoluber apurimacensis Lehr, Carrillo & Hocking, 2004
- Drymoluber brazili (Gomes, 1918)
- Drymoluber dichrous (W. Peters, 1863)